# TUTTI
『TUTTI』（トゥッティ）は、GOING UNDER GROUNDのアルバム。ビクターエンタテインメントのレーベルHAPPYHOUSEより2006年2月22日発売。

## 概要
メジャー5枚目（通算8枚目）のオリジナルアルバム。タイトルの「tutti」は「みんな一緒に、全合奏で」を意味するイタリア語。本作発表当時でバンド史上最長の半年の制作期間をかけて制作された。シングル「きらり」の両A面曲だった「トゥモロウズソング」は収録されていない。
打ち込みやソフトシンセによるストリングスが多用されている。
初回盤はCD-EXTRA仕様となっており、「STAND BY ME」「きらり」「Happy Birthday」のビデオクリップが収録されている。予約特典として、宮尾和孝が描いた、収録曲をモチーフとしたポストカード全14種のうち1枚と、販売店によっては店舗限定ポストカードが封入されていた。ジャケット写真のテディベアの一部はシングル「Happy Birthday」のジャケット及びビデオクリップでも使用されている。
本作発売から15年後の2021年1月には渋谷WWWで「"TUTTI" 15th anniversary LIVE！」と題する記念ライブが行われ、同ライブで演奏された「パスポート」「いつまでたっても」の映像が「GOING UNDER GROUND / 2021.2.23 渋谷WWW『"TUTTI" 15th anniversary LIVE！』」として公式YouTubeチャンネルで公開されている。

## 内容
前作『h.o.p.s.』に続くセルフプロデュース作品。ドラムスの河野丈洋の制作楽曲が多く収録されており、プログラミングのほか、鍵盤楽器も多く演奏している（「キャンディ」のキーボード、「南十字」のピアノ、「Happy Birthday」のシンセベース、「orion」のローズ・ピアノは河野の演奏によるものである）。自身の楽曲を多く収録していることについて河野は、次作『おやすみモンスター』発売時のインタビューにおいて、本作『TUTTI』で曲を出しすぎたので、バランスを考慮し、今回はあまり自曲を出さないでおこうと思ったという旨の発言をしている。
また、ボーカルの松本素生は2017年時点のインタビューにおいて、本作について「最初のゴーイングの持っていた青春性は『TUTTI』で終わってる」と回顧している。

## プロモーション
本作発売後の2006年3月18日から7月6日にかけてリリースツアーとして「GOING UNDER GROUND tour “TUTTI”」全25公演が行われ、ツアーファイナルである7月6日の公演はバンドとして初めての日本武道館でのソロ公演となった。約6000人を動員したこの武道館公演は2006年10月25日にビクターエンタテインメントより「GOING UNDER GROUND TOUR TUTTI at BUDOKAN」と題してDVDとして発売され、全曲ノーカットの本編映像とドキュメンタリー映像が収録されている。同DVDの初回盤には同公演でメンバーとスタッフが着用していたものと同じデザインを再現した「TOUR TUTTIメモリアル・ラミネート・パス」が特典として封入された。
また、ツアーファイナルの武道館公演に向けてメンバーがツアー中の様子を投稿する「GOING UNDER GROUND tour TUTTI BLOG『九段下物語（仮）』」というブログ企画がExctie Musicで行われた。

## 収録曲
| #         | タイトル             | 作詞      | 作曲               | 時間  |
| --------- | -------------------- | --------- | ------------------ | ----- |
| 1.        | 「Primary Music」    | -         | 河野丈洋           | 3:02  |
| 2.        | 「パスポート」       | 松本素生  | 松本素生、河野丈洋 | 4:37  |
| 3.        | 「STAND BY ME」      | 松本素生  | 松本素生           | 4:34  |
| 4.        | 「キャンディ」       | 河野丈洋  | 河野丈洋           | 4:12  |
| 5.        | 「口笛どろぼう」     | 松本素生  | 松本素生           | 5:46  |
| 6.        | 「シグナル」         | 松本素生  | 松本素生           | 4:23  |
| 7.        | 「南十字」           | 河野丈洋  | 河野丈洋           | 5:25  |
| 8.        | 「愛をちょうだいな」 | 松本素生  | 松本素生           | 4:31  |
| 9.        | 「ノラ」             | 河野丈洋  | 河野丈洋           | 3:22  |
| 10.       | 「Happy Birthday」   | 松本素生  | 松本素生           | 4:35  |
| 11.       | 「グッバイベイビー」 | 松本素生  | 松本素生           | 4:52  |
| 12.       | 「orion」            | 松本素生  | 松本素生           | 6:22  |
| 13.       | 「きらり」           | 松本素生  | 松本素生           | 5:31  |
| 14.       | 「いつまでたっても」 | 河野丈洋  | 河野丈洋           | 4:45  |
| 合計時間: | 合計時間:            | 合計時間: | 合計時間:          | 65:57 |

### 楽曲解説
1. Primary Music
インストゥルメンタル。
2. パスポート
本作のリード曲として本作のCMに使用された。ユニバーサルミュージックのコンピレーション・アルバム『sakura songs』（2007年3月21日発売）に収録されている[6]。
3. STAND BY ME
11thシングル。
4. キャンディ
5. 口笛どろぼう
伊藤洋一がグロッケンシュピールを演奏している。
6. シグナル
曲中の機械音はモールス信号である。モールス符で記載すると「 ・－－　・・・・　－－－　・－　－－　・・　－－・・－－ （W H O A M I）」となり、「Who am I（僕は誰）」を意味する。
7. 南十字
NTTドコモ東海キャンペーンCMソング（東海地方のみ）。
8. 愛をちょうだいな
9. ノラ
ライブで演奏される際には、間奏でメンバーが自己紹介のラップを披露することがある。
10. Happy Birthday
13thシングル。
11. グッバイベイビー
12. orion
石原聡が口笛を演奏している。
2005年の宇都宮市でのライブの際に、前年の同所でのライブでの発言をきっかけに制作し披露した楽曲。同市所在の商店街「オリオン通り」ではなくその近隣の商店街「ユニオン通り」をモチーフに制作したものの、松本が同商店街を「オリオン通り」であると勘違いしていたため、タイトルが「orion」に決まった[7]。
13. きらり
12thシングル。
14. いつまでたっても

## 参加ミュージシャン
- 倉持ストリングス – ストリングス（「パスポート」「南十字」「orion」「いつまでたっても」）
- きたはらいく – コーラス（「キャンディ」）
- 三原重夫（ザ・スターリン） – パーカッション（「愛をちょうだいな」）
- タブゾンビ（SOIL&"PIMP"SESSIONS） – トランペット（「ノラ」）
- DJ BASS – スクラッチ（「ノラ」）

## 関連書籍
- バンドスコア GOING UNDER GROUND TUTTI（シンコーミュージック、2006年6月7日）